# Patten (város, Maine)
Patten város az USA Maine államában, Penobscot megyében. Lakosainak száma 881 fő (2020. április 1.).

## Népesség
A település népességének változása:

| 2010 | 1 017 |
| 2020 | 881   |